# Sân bay quốc tế Capital Region
Sân bay quốc tế Capital Region (tiếng Anh: Capital Region International Airport) (mã IATA: LAN, mã ICAO: KLAN), thường được gọi là Sân bay Lansing Capital City, là một sân bay quốc tế công cộng trên diện tích 2.160 mẫu Anh (874 ha) ở DeWitt Township, một vùng ngoại ô của Lansing. Sân bay này nằm 5 km về phía tây bắc trung tâm thành phố Lansing. Nó có ba đường băng. Sân bay Lansing là cơ sở lớn thứ hai cho Sun Country Airlines. Delta Connection hiện đang vận chuyển lớn nhất của sân bay tính theo số khách vận chuyển. Terminal được xây năm 1959. Năm 1997, sân bay này đã phục vụ 720.365 lượt khách. Năm 2012, sân bay này đã phục vụ 389.600 lượt khách, tăng 51% so với năm 2010.

## Hãng hàng không và tuyến bay

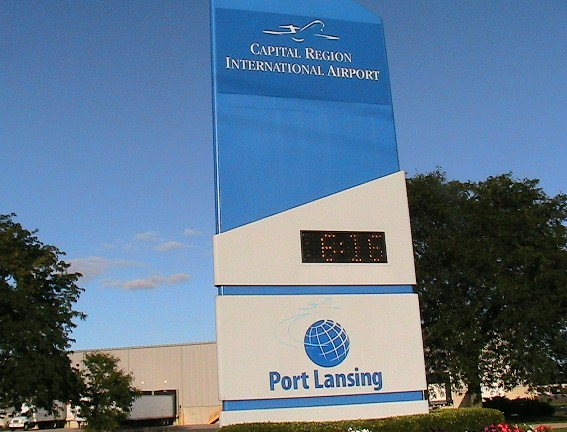
Biến báo cổng vào

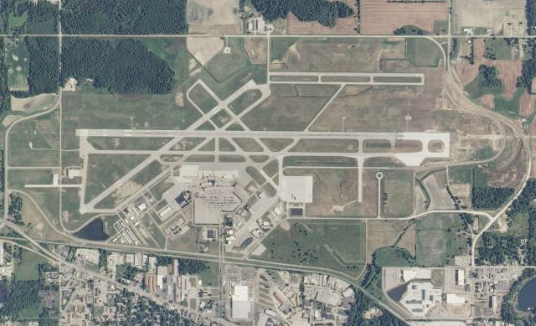
Sân bay Lansing nhìn từ trên cao

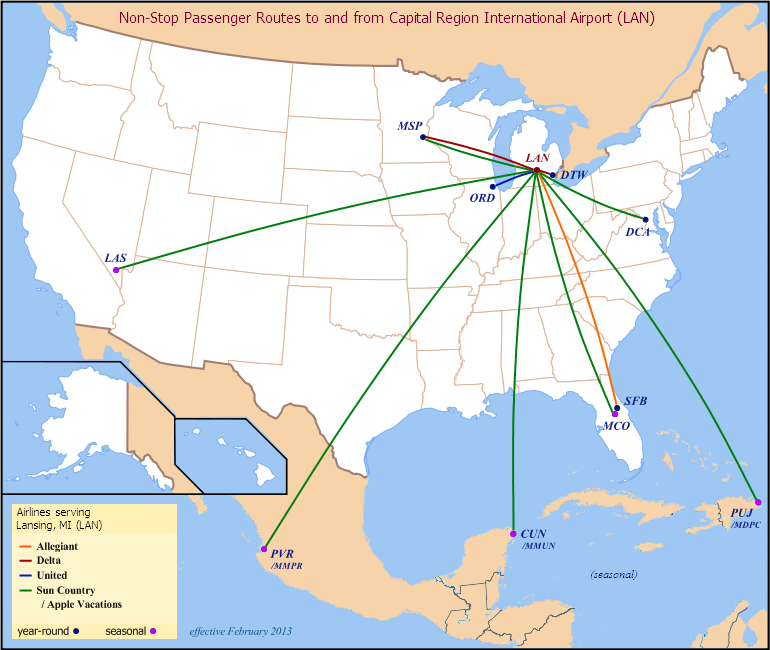
Các điểm đến với tuyến bay thẳng từ Lansing

| Hãng hàng không                                   | Các điểm đến                                                           |
| ------------------------------------------------- | ---------------------------------------------------------------------- |
| Allegiant Air                                     | Orlando-Sanford                                                        |
| Apple Vacations cung ứng bởi Sun Country Airlines | Theo mùa: Cancún, Puerto Vallarta, Punta Cana                          |
| Delta Connection cung ứng bởi Chautauqua Airlines | Theo mùa: Detroit                                                      |
| Delta Connection cung ứng bởi Pinnacle Airlines   | Detroit, Minneapolis/St. Paul                                          |
| Delta Connection cung ứng bởi SkyWest Airlines    | Theo mùa: Detroit, Minneapolis/St. Paul                                |
| Sun Country Airlines                              | Minneapolis/St. Paul, Washington-National Theo mùa: Las Vegas, Orlando |
| United Express cung ứng bởi ExpressJet Airlines   | Chicago-O'Hare                                                         |
| United Express cung ứng bởi SkyWest Airlines      | Theo mùa: Chicago-O'Hare                                               |